# Lhokha (prefektura)

Mapa TAO s vyznačenou prefekturou Lhoka (Shannan)

Lhokha, plným názvem Prefektura Lhokha (tibetsky: ལྷོ་ཁ་ས་ཁུལ།, Wylie: Lho-kha Sa-khul; čínsky 山南地区, pinyin: Shānnán Dìqū), je prefektura v Tibetu v Čínské lidové republice. Má rozlohu přibližně 79 700 km² včetně sporných území, která jsou pod kontrolou Indie. V prefektuře se nachází lhaské letiště Gongkar. Lhokou protéká řeka Jarlung Cangpo. Tibeťané věří, že počátek jejich civilizace je nedaleko prefekčního města Cethang.

## Historie
V kraji Lhoka byla podle tibetských pověstí zrozena tibetská kultura a Tibeťané. V horách u břehů řeky Jarlung žily opice, z kterých se stali lidé a sestoupili do údolí podél řeky. Jednou k nim z nebes přišla osoba se zvláštními fyzickými rysy a Tibeťané si ji zvolili za krále známého pod jménem Ňathri Cänpo. Založil tzv."Jarlungskou dynastii" a nechal postavit hrad Jumbulakhar, který se nachází v dnešním okrese Nedong (སྣེ་གདོང་རྫོང་) blízko prefekčního města Cethang.
V osmém století, když se v Tibetu šířil buddhismus, dal král Thrisong Decän postavit první buddhistický klášter Samjä. V okolí Samjä se brzy začaly stavět další kláštery a chrámy a staly se tak kolébkou tibetského buddhismu.
Po vpádu čínských vojsk do Tibetu se v kraji Lhokha formovala partyzánská odbojová činnost podporovaná americkou armádou. Postupně se zde sdružovaly všechny tibetské bojové oddíly, které ustupovaly z Amda a Khamu. Nejodlehlejší části kraje Lhokha Čína fakticky neovládala až do poloviny 70. let 20. století. Během čínské Kulturní revoluce Číňané značně poničili Samjä, Jumbulakhar a většinu všech náboženských památek v kraji. Koncem 20. století jich část Tibeťané opravili a dnes jsou přístupné veřejnosti.

## Geografie
Lhokha hraničí na jihu s Bhútánem a Indií, hranici tvoří Himálaj. Na východě sousedí s tibetskou prefekturou Ňingthri a na severu s městskou prefekturou Lhasa. Průměrná nadmořská výška je 3700 metrů. Lhokhou protéká řeka Jarlung Canpo. V prefektuře se nachází velké množství jezer, mezi nejznámější patří Jardrog juccho (ཡར་འབྲོག་གཡུ་མཚོ་) a Lhamo Laccho (ལྷ་མོའི་བླ་མཚོ།). Díky bohatosti na vodní zdroje zde bylo vybudováno množství vodních elektráren.
Nejvyšší vrchol kraje Lhokha dosahuje výšky 7554 m n. m.

## Demografie
V prefektuře Lhokha žije přibližně 330 000 obyvatel, z toho víc než 90 % tvoří Tibeťané, dále Lhopové, Mönpové a další národnosti příbuzné Tibeťanům a Číňané.

## Administrativní členění

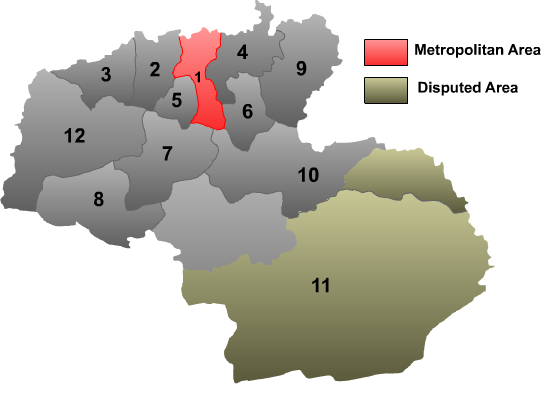
Dělení prefektury Lhokha

Lhokha se skládá z 12 okresů, dohromady o rozloze přibližně 79 700 km², přičemž většinu území okresů Cchona a Lünce fakticky kontroluje Indie.
| #  | Název          | tibetsky    | Wylie                 | čínsky   | Pchin-jin     | Obyvatelstvo (2010 Census) | Rozloha (km²) | Hustota obyv. (/km²) |
| -- | -------------- | ----------- | --------------------- | -------- | ------------- | -------------------------- | ------------- | -------------------- |
| 1  | okres Nedong   | སྣེ་གདོང་རྫོང་   | sne gdong rdzong      | 乃东县   | Nǎidōng Xiàn  | 59 615                     | 2 211         | 26,96                |
| 2  | okres Dranang  | གྲ་ནང་རྫོང་    | gra nang rdzong       | 扎囊县   | Zhānáng Xiàn  | 35 473                     | 2 157         | 16,44                |
| 3  | okres Gongkar  | གོང་དཀར་རྫོང་  | gong dkar rdzong      | 贡嘎县   | Gònggā Xiàn   | 45 708                     | 2 283         | 20,02                |
| 4  | okres Zangri   | ཟངས་རི་རྫོང་   | zangs ri rdzong       | 桑日县   | Sāngrì Xiàn   | 17 261                     | 2 634         | 6,55                 |
| 5  | okres Čhonggjä | འཕྱོངས་རྒྱས་རྫོང་ | 'phyongs rgyas rdzong | 琼结县   | Qióngjié Xiàn | 17 093                     | 1 030         | 16,59                |
| 6  | okres Čhusum   | ཆུ་གསུམ་རྫོང་   | chu gsum rdzong       | 曲松县   | Qūsōng Xiàn   | 14 280                     | 1 936         | 7,37                 |
| 7  | okres Cchomä   | མཚོ་སྨད་རྫོང་   | mtsho smad rdzong     | 措美县   | Cuòměi Xiàn   | 13 641                     | 4 530         | 3,01                 |
| 8  | okres Lhodrag  | ལྷོ་བྲག་རྫོང་    | lho brag rdzong       | 洛扎县   | Luòzhā Xiàn   | 18 453                     | 5 570         | 3,31                 |
| 9  | okres Gjaccha  | རྒྱ་ཚ་རྫོང་     | rgya tsha rdzong      | 加查县   | Jiāchá Xiàn   | 23 434                     | 4 493         | 5,21                 |
| 10 | okren Lhünce   | ལྷུན་རྩེ་རྫོང་    | lhun rtse rdzong      | 隆子县   | Lóngzǐ Xiàn   | 34 141                     | 9 809         | 3,48                 |
| 11 | okres Cchona   | མཚོ་སྣ་རྫོང་    | mtsho sna rdzong      | 错那县   | Cuònà Xiàn    | 15 124                     | 34 979        | 0,43                 |
| 12 | okres Nakarce  | སྣ་དཀར་རྩེ་རྫོང་ | sna dkar rtse rdzong  | 浪卡子县 | Làngkǎzǐ Xiàn | 34 767                     | 8 109         | 4,28                 |